# Градишка (громада)
Градишка (серб. Општина Градишка) — боснійська громада, розташована в регіоні Баня-Лука Республіки Сербської. Адміністративним центром є місто Градишка.